# سیارک ۱۳۸۶۹
سیارک ۱۳۸۶۹ (به انگلیسی: 13869 Fruge، نامگذاری:2000AR194) سیزده هزار و هشتصد و شصت و نهمین سیارک کشف شده‌است که در ۸ ژانویه ۲۰۰۰ کشف شد.
قدر مطلق سیارک برابر ۱۷.۸ است.